# Peksacerfont
Pexacerfont (BMS-562,086) je lek koji deluje kao  antagonist. 
Kortikotropin-oslobađajući faktor (CRF), takođe poznat kao kortikotropin-oslobađajući hormon, je endogeni peptidni hormon koji se oslobađa u responsu na razne stimuluse poput hroničnog stresa. To podstiče oslobađanje kortikotropina (ACTH), hormona koji učestvuje u fiziološkom responsu na stres. Smatra se da hronično oslobađanje CRF i ACTH hormona direktno ili indirektno učestvuje u mnogim štetnim fiziološkim efektima hroničnog stresa, kao što su eksesivno oslobađanje glukokortikoida, dijabetes melitus, osteoporoza, čir na dvanaestopalačnom crevu, anksioznost, depresija, i razvoj visokog krvnog pritiska i konsekventni kardiovaskularni problemi.
Peksacerfont je nedavno razvijeni CRF-1 antagonist koji je u kliničkim ispitivanjima za lečenje anksioznih poremećaja, a smatra se da može da bude koristan i u tretmanu depresije i upalne bolesti creva.

## Literatura
1. ↑  Zoumakis E, Rice KC, Gold PW, Chrousos GP. Potential uses of corticotropin-releasing hormone antagonists. Annals of the New York Academy of Sciences. 2006 Nov;1083:239-51.
2. ↑  „ClinicalTrials.gov: Study of Pexacerfont (BMS-562086) in the Treatment of Outpatients With Generalized Anxiety Disorder”. Архивирано из оригинала 23. 07. 2011. г. Приступљено 19. 06. 2011.
3. ↑  „Statement on a nonproprietarz name adapted by the USAN council” (PDF). Архивирано из оригинала (PDF) 22. 06. 2011. г. Приступљено 19. 06. 2011.

## Spoljašnje veze
|  | Molimo Vas, obratite pažnju na važno upozorenje u vezi sa temama iz oblasti medicine (zdravlja). |